# Rodrigo Schlegel
Rodrigo Adrián Schlegel (Remedios de Escalada, 3 aprile 1997) è un calciatore argentino, difensore dell'Orlando City.

## Caratteristiche tecniche
È un difensore centrale.

## Carriera
Cresciuto nelle giovanili del Racing Club, ha esordito in prima squadra il 3 dicembre 2017 in occasione di un match pareggiato 2-2 contro il Newell's Old Boys.
Il 23 dicembre 2019 viene acquistato in prestito dall'Orlando City. Il 2 dicembre 2020 viene riscattato dal club statunitense.

## Statistiche

### Presenze e reti nei club
Statistiche aggiornate al 23 aprile 2018.
| Stagione        | Squadra         | Campionato      | Campionato | Campionato | Coppe nazionali | Coppe nazionali | Coppe nazionali | Coppe continentali | Coppe continentali | Coppe continentali | Altre coppe | Altre coppe | Altre coppe | Totale | Totale | Totale |
| Stagione        | Squadra         | Comp            | Pres       | Reti       | Comp            | Pres            | Reti            | Comp               | Pres               | Reti               | Comp        | Pres        | Reti        | Pres   | Reti   |        |
| --------------- | --------------- | --------------- | ---------- | ---------- | --------------- | --------------- | --------------- | ------------------ | ------------------ | ------------------ | ----------- | ----------- | ----------- | ------ | ------ | ------ |
| 2017-2018       | Racing Club     | PD              | 4          | 0          | CA              | 0               | 0               |                    | -                  | -                  |             | -           | -           | 4      | 0      |        |
| Totale carriera | Totale carriera | Totale carriera | 4          | 0          |                 | 0               | 0               |                    | -                  | -                  |             | -           | -           | 4      | 0      |        |

## Palmarès

### Competizioni nazionali
- Lamar Hunt U.S. Open Cup: 1

Orlando City: 2022